# Бискин
Бискин (на френски: Bisquine) – старинен френски ветроходен риболовен съд. До началото на 20 век бискините са използвани в залива Мон Сен-Мишел (на френски: Baie du mont Saint-Michel) от Сен Мало до Гранвил за лов на стриди. Бискин е изобразен на герба на град Канкал, който влиза в същия департамент, както и Сен Мало. Също са провеждани регулярни регати между бискини, победителите на които получават парично възнаграждение.

## Конструкция
Тези съдове имат три мачти и от шест до девет ветрила, основните от които – люгеререн тип. При сравнително неголемият им корпус ветрилата на бискините достигат площ от 430 m², което дава на съда достатъчна мощност да влачи по дъното снаряд за добив на мекотели или да развива висока скорост.

## Съвременност
В наше време има построени точни копия на бискини – „La Cancalaise“, „La Granvillaise“ и „L'Ami Pierre“.
- Герба на Канкал
- „La Cancalaise“ на фестивала „Les Tonnerres de Brest 2012“
- „La Granvillaise“ под флага на Франция
- „L'Ami Pierre“